# 대전성모여자고등학교
대전성모여자고등학교(大田聖母女子高等學校)는 대한민국 대전광역시 중구 대흥동에 있는 사립 고등학교이다.

## 학교 연혁
- 1965년 12월 14일 : 대전성모여자중학교 설립인가 (완성학급 12학급) 초대 교장 박기주 수녀 취임
- 1966년 3월 14일 : 대전성모여자중학교 개교
- 1968년 11월 20일 : 대전성모여자고등학교 설립인가 (완성학급 9학급)
- 1969년 3월 5일 : 대전성모여자고등학교 개교
- 1978년 2월 18일 : 대전성모여자중학교 폐교 (제10회 졸업 1,521명)
- 1978년 10월 17일 : 학칙변경 (완성학급 24학급)
- 2009년 8월 3일 : 교과교실제 C-Type 시범학교 (교육과학기술부)
- 2009년 12월 20일 : 교과부 자율학교 선정
- 2012년 2월 8일 : 제3대 이사장 정홍주 수녀 취임
- 2013년 4월 25일 : 선진형 전환 교과교실제 학교 선정
- 2020년 11월 24일 : 고교학점제 연구학교(3년) 지정
- 2022년 3월 1일 : 제9대 교장 송미령 수녀 취임
- 2024년 1월 16일 : 제53회 156명 졸업(졸업생 총수 18,300명)
- 2024년 3월 4일 : 제56회 입학식(178명)

## 참고 자료
- 대전성모여자고등학교 - 한국교육학술정보원 학교알리미